# Parque estatal Blue Mounds
El parque estatal Blue Mounds (en inglés: Blue Mounds State Park) es un parque estatal de Minnesota, en los Estados Unidos. Se encuentra en el condado de Rock, próximo a la localidad de Luverne. El parque es conocido por ser una reserva natural y el hábitat del bisonte americano, que pasta en sus vastas llanuras.
El parque recibe su nombre de una escarpadura de sustrato rocoso precámbrico que, pese a ser de color rosa, habría llamado la atención de los primeros colonos por su tono azulado. Algunas partes de los peñascos alcanzan los 30 metros de altura sobre el nivel del mar y son populares entre los aficionados al montañismo.
Blue Mounds también conserva una demarcación rocosa de casi 380 metros alineada por los pueblos indígenas de las planicies. La posición de las rocas marca el alba y el ocaso en los equinoccios de primavera y otoño. El parque también posee un pequeño embalse apto para el nado, el único lago en el condado de Rock.
Cuatro estructuras y un edificio del parque, construidos por la Works Progress Administration (WPA) en los años 1930, aparecen en el listado del Registro Nacional de Lugares Históricos de los Estados Unidos.

## Rebaño de bisontes

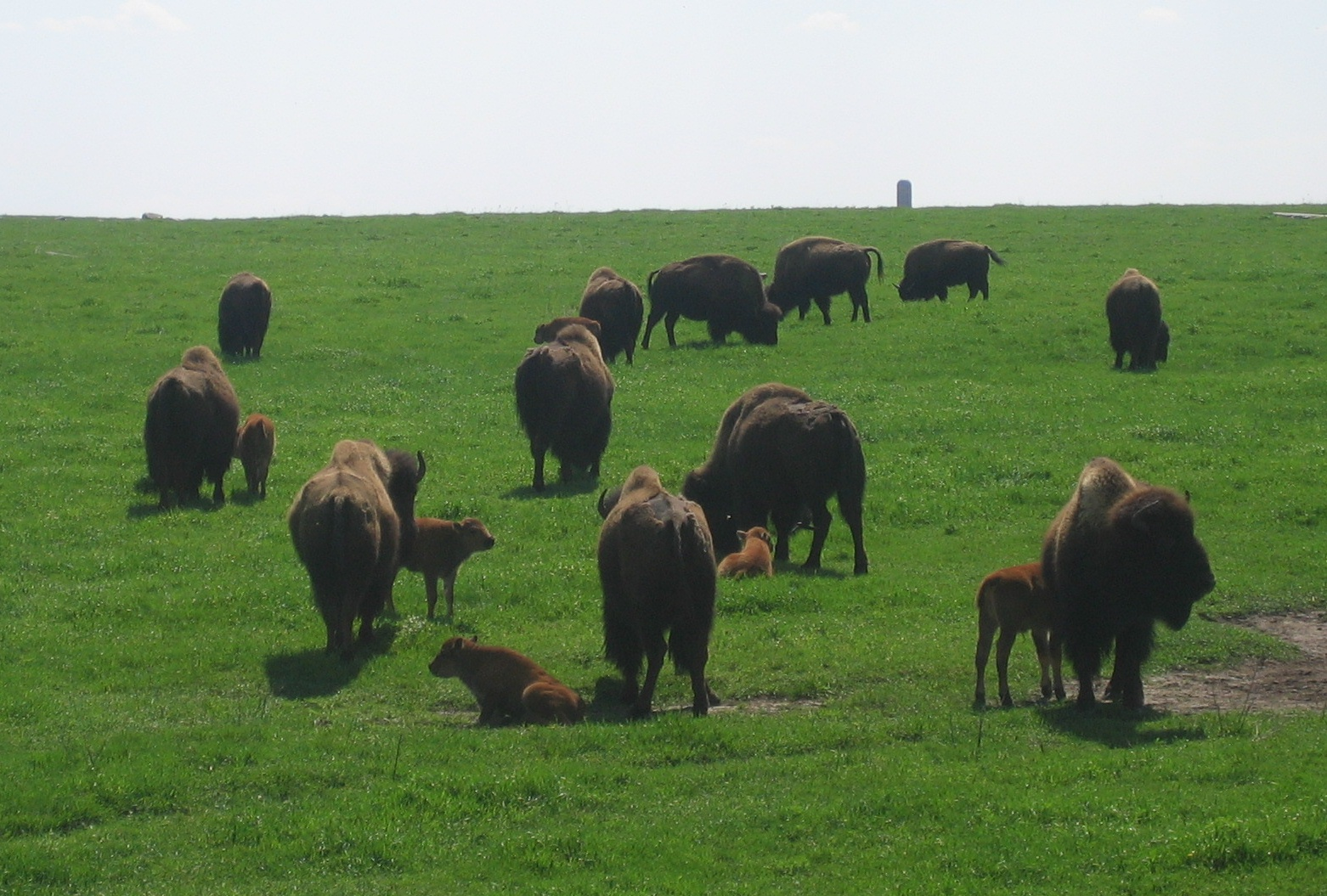
Rebaño de bisontes en el parque a comienzos de la primavera.

El primer rebaño de bisontes americanos se introdujo en 1961 con la compra de tres especímenes del Refugio Nacional de Vida Silvestre de Fort Niobrara, en el estado de Nebraska. Actualmente se estima que hay unos 100 bisontes pastando en el parque. Con el propósito de mantener un equilibrio entre la edad y el sexo de los animales, varios especímenes se venden cada año en la subasta de otoño. Los bisontes se encuentran protegidos por una verja y las autoridades del parque aconsejan a los visitantes que se mantengan lejos de las vallas cuando estos animales grandes y de comportamiento impredecible se encuentren cerca.

## Fauna
Además de los rebaños de bisontes, el parque también cuenta con varios ejemplares de coyotes, ciervos y aves.

## Historia cultural

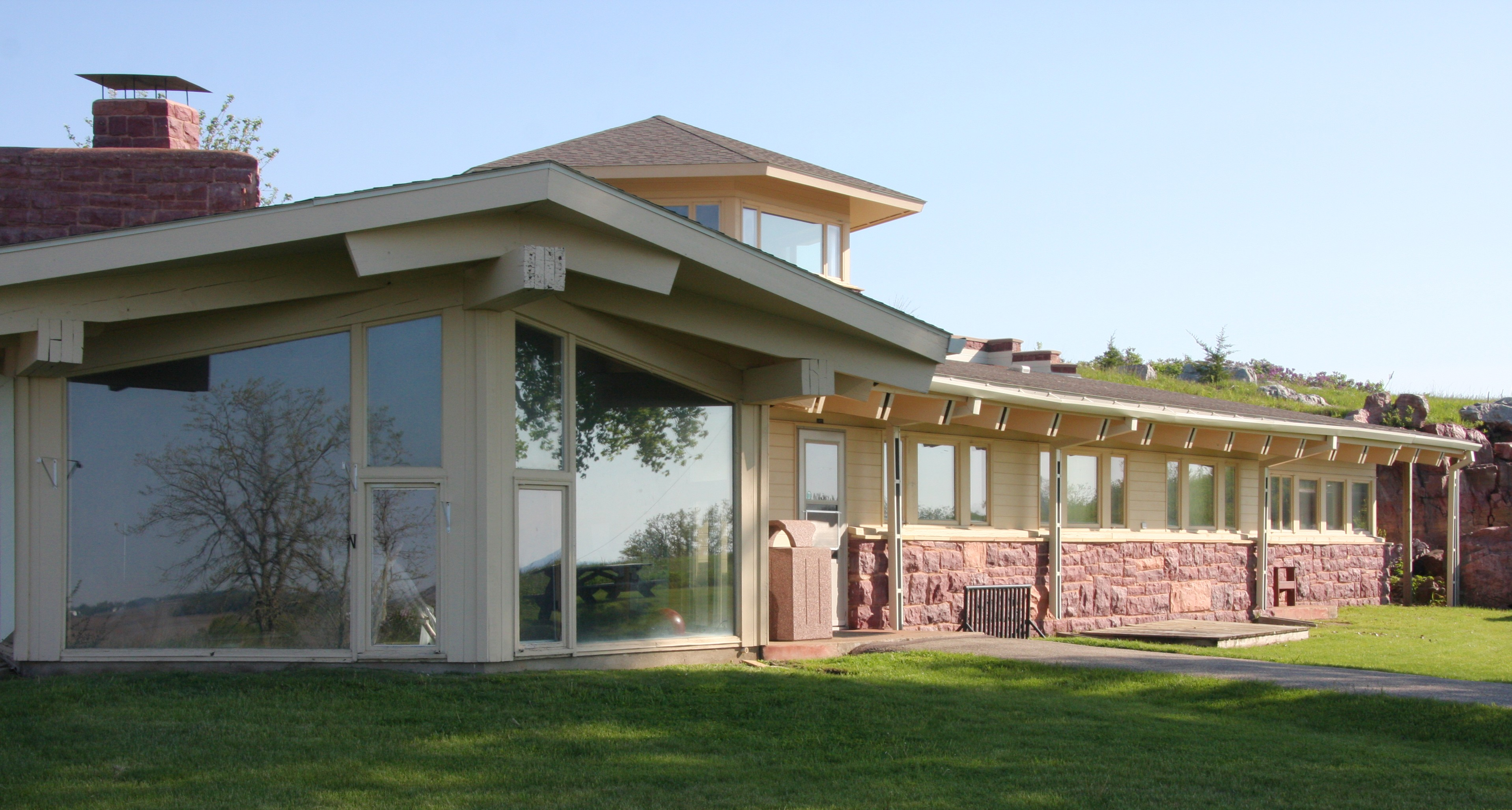
La casa de Frederick Manfred.

El antiguo emplazamiento de Parkland, fuente de trabajo para los obreros durante la Gran Depresión de 1929, se hallaba al norte del parque estatal Blue Mounds. El equipo de WPA construyó dos represas en Mound Creek, creando los lagos de Upper y Lower Mound  — de 7,3 hectáreas y 11 hectáreas respectivamente — así como instalaciones de acampada y una casa de playa. Las 79 hectáreas de la Reserva Recreativa de Mound Springs abrieron en 1937.  En los años 1950 se plantaron varios árboles alrededor de los lagos y a lo largo del campamento.
El parque creció entre 1955 y 1961 con la compra de más terrenos, momento en el que adoptó su nombre actual. Otra adquisición de tierras tuvo lugar entre 1963 y 1965 con el objetivo de incluir la totalidad de Blue Mound y las zonas aledañas.  El estado de Minnesota compró la casa de Frederick Manfred en 1972 con el fin de convertirla en un centro de interpretación, si bien se le permitió vivir allí por tres años más.  Debido a que la propiedad se encontraba al sur de la colina y la zona desarrollada del parque se hallaba al norte de la misma, se planificó la construcción de una carretera para conectar ambos extremos. Algunos conservacionistas locales impidieron que el estado llevara a cabo la obra en la década de 1970, argumentando que tendría un impacto ambiental desfavorable sobre la colina.  En 1986 se pavimentó una carretera que iba desde el sur de la casa hasta una autopista condal. De este modo, los visitantes del centro interpretativo tendrían que acceder desde el norte y conducir en los límites del parque hacia la entrada sur.
En 1989 las construcciones de la WPA fueron listadas en el Registro Nacional de Lugares Históricos y las 24 hectáreas fueron agrupadas como distrito histórico. El distrito contiene cinco propiedades contribuidoras —cuatro estructuras y un edificio: Upper Dam, Upper Mound Lake, Lower Dam, Lower Mound Lake (todos creados en 1938) y una letrina (construida entre 1939–42) ubicada en el campamento. Estas edificaciones son consideradas de importancia histórica porque reflejan los planes de trabajo y de desarrollo propugnados por el New Deal para el suroeste de Minnesota. Asimismo, las estructuras destacan por su relevancia arquitectónica al ser un ejemplo único de diseño rústico con cuarcita. Destacan las dos represas, camufladas con los muros rocosos naturales que rodean los arroyos, siendo otro ejemplo de diseño rústico con estructuras funcionales.

## Asesinato de Carrie Nelson
El parque estatal Blue Mounds fue escenario de un crimen que tuvo lugar el 20 de mayo de 2001 cuando Carrie Nelson, de 20 años de edad, fue golpeada a muerte mientras trabajaba sola en la oficina del recinto. Un médico forense estableció que las heridas en su cabeza apuntaban a que la víctima había recibido el impacto de una roca. El asesino habría sustraído 2.000 dólares de uno de los cofres del parque.  El caso quedó sin resolver durante seis años hasta que en mayo de 2007 una revisión de muestras de ADN de presidiarios de Dakota del Sur arrojó nuevas pistas. La policía descubrió que la muestra de ADN hallada en la escena del crimen coincidía con el perfil genético de uno de los reclusos en la base de datos de Dakota del Sur. Las pruebas incriminaron a Randy Leeroyal Swaney, de 35 años. Swaney estaba cumpliendo condena por un asalto perpetrado en 2004. En agosto de 2008 Randy Swaney fue sentenciado a cadena perpetua.